# Roveré Veronese
Roveré Veronese (cimbri Roveràit) és un municipi italià, dins de la província de Verona. És un dels municipis de la minoria alemanya dels cimbris, encara que ja no s'hi parla la seva llengua. L'any 2007 tenia 2.131 habitants. Limita amb els municipis de Bosco Chiesanuova, Cerro Veronese, Grezzana, San Mauro di Saline, Selva di Progno, Velo Veronese i Verona.

## Administració
| Període | Identitat         | Partit        |
| ------- | ----------------- | ------------- |
| 2004-   | Stefano Marcolini | Llista cívica |